# Organics
Organics – czasopismo naukowe zawierające artykuły dotyczące badań z dziedziny chemii organicznej. Wydawane jest od 2020 roku przez międzynarodową organizację Molecular Diversity Preservation International (MDPI) w języku angielskim jako czasopismo o otwartym dostępie. Pierwszy special issue: "Cycloaddition Reaction in Organic Synthesis".
Redaktorami naczelnymi są prof. Wim Dehaen, prof. Michal Szostak oraz prof. Huaping Xu.